# Rue Versigny
La rue Versigny est une voie du 18e arrondissement de Paris, en France.

## Situation et accès
La rue Versigny est une voie publique située dans le 18e arrondissement de Paris. Elle débute au 103, rue du Mont-Cenis et se termine au 22, rue Letort.

## Origine du nom

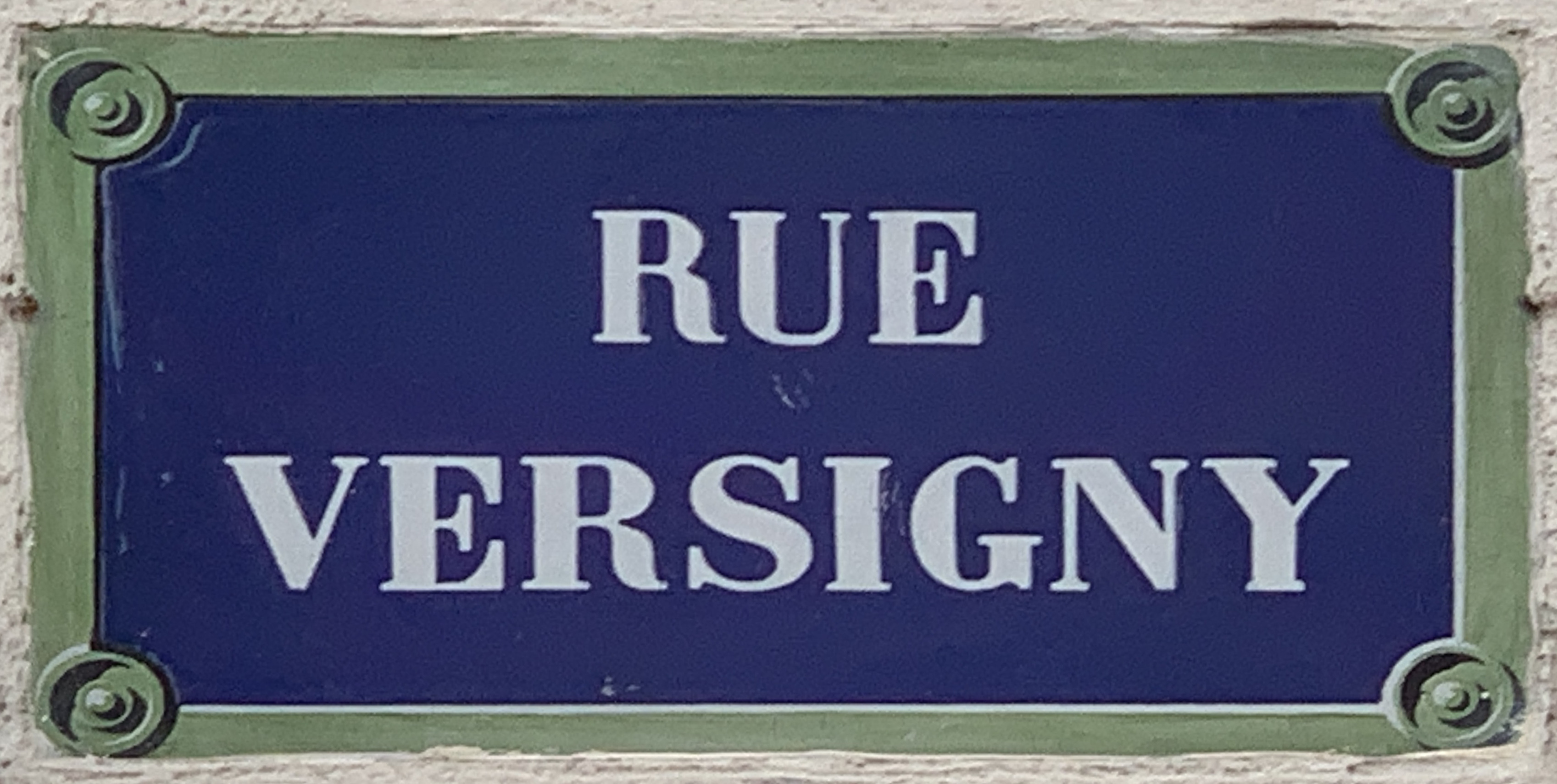
Plaque de la rue.

La rue tire son nom de celui d'un ancien propriétaire local.

## Historique
Cette ancienne voie de l'ancienne commune de Montmartre, ouverte sous sa dénomination actuelle vers 1850, est classée dans la voirie parisienne par un décret du 23 mai 1863.